# Microgale jobihely
Microgale jobihely és una espècie de tenrec del gènere Microgale que viu al massís de Tasratanana al Madagascar, en boscos tropicals a una altitud de 1420–1680 metres per sobre el nivell del mar. Segons les dades genètiques, aquesta és l'espècie més propera al tenrec musaranya de Cowan (M. cowani). L'etimologia del seu nom prové d'un dialecte nord del malgaix i és una combinació de les paraules joby "fosc" i hely "petit". Se li donà aquest nom perquè M. jobihely és precisament un animal petit i fosc.